# Barbora Bobulova
Barbora Bobulova (ou Barbora Bobul'ová, selon la graphie slovaque), née le 29 avril 1974 à Martin en Slovaquie, est une  actrice slovaque naturalisée italienne.

## Biographie
Principalement actrice pour le cinéma italien, Bobulova est polyglotte : outre le slovaque, elle parle couramment le tchèque, l'italien et l'anglais, et un peu le russe et le français.
Elle apparaît au grand écran alors qu'elle n'a que douze ans, avant de se consacrer surtout au théâtre et de suivre les cours de l'Académie nationale d'art dramatique de Bratislava.
Elle travaille pour la première fois en Italie en 1996, aux côtés de Valerio Mastandrea dans le téléfilm Infiltrato. L'année suivante, elle est dirigée par Marco Bellocchio dans Le Prince de Hombourg, présenté au Festival de Cannes. Elle est également l'une des protagonistes du téléfilm Padre Pio - Tra cielo e terra, tourné sous la direction de Giulio Base entre 1999 et 2000, avec Michele Placido dans le rôle-titre. Après une brève expérience aux États-Unis, elle revient travailler en Italie, pour le cinéma et la télévision.
Elle connaît véritablement le succès en 2004 pour son rôle dans La Spectatrice, premier film de Paolo Franchi, puis l'année suivante avec son interprétation d'Irène dans Cuore sacro de Ferzan Ozpetek. Ses deux films lui valent de nombreux prix, parmi lesquels le Ciak d'oro et le David di Donatello de la meilleure actrice principale en 2005, s'affirmant ainsi comme l'une des actrices les plus appréciées du moment en Italie.
Après la présentation au Festival de Cannes 2006 du premier film de Kim Rossi Stuart, Libero, elle joue pour la première fois de sa carrière un rôle comique dans Manuale d'amore 2 - Capitoli successivi.
En 2008, elle interprète le rôle de Coco Chanel jeune dans la télésuite Coco Chanel, réalisée par Christian Duguay.

## Filmographie

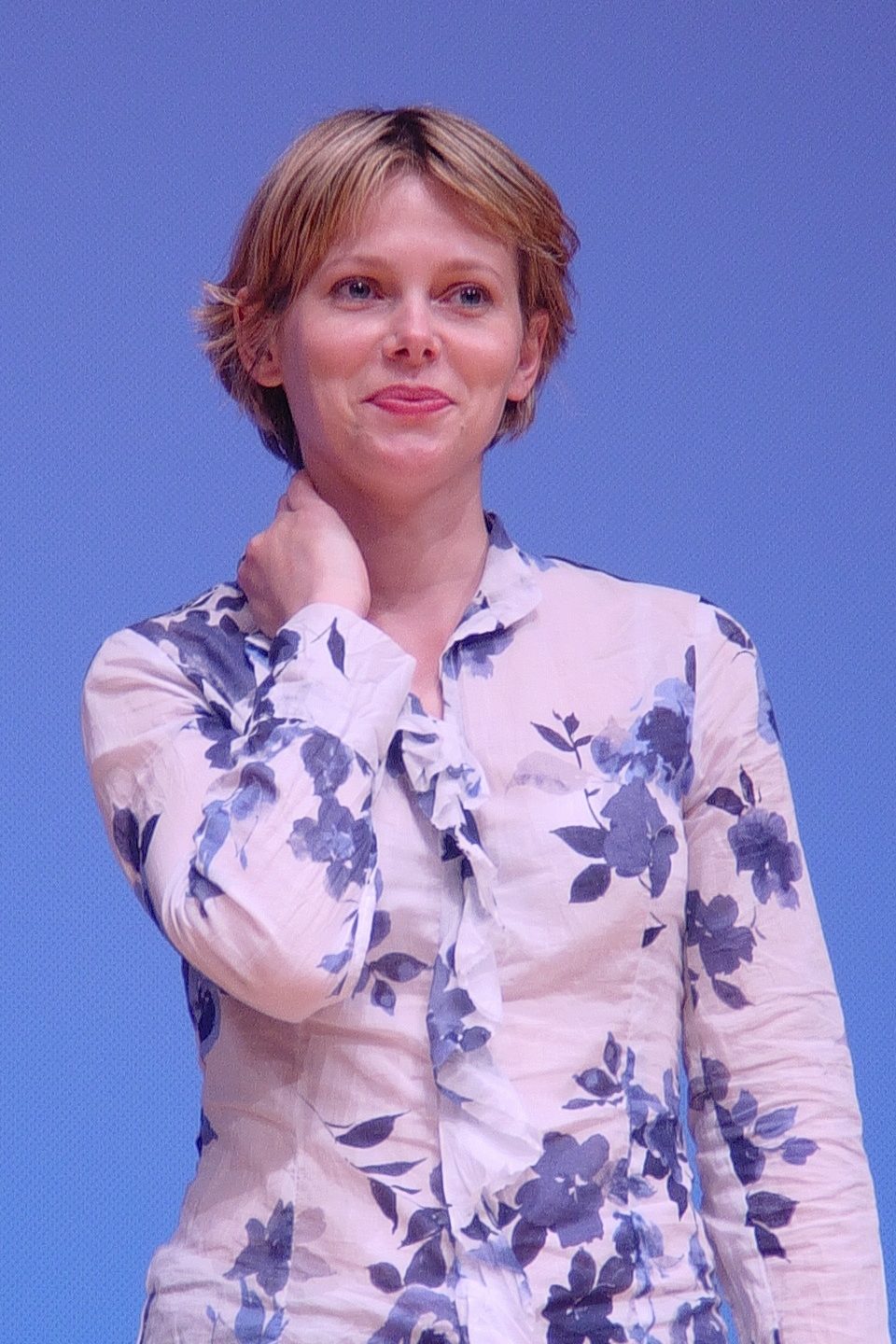
Barbora Bobulova au Festival du cinéma italien de Tokyo 2006.

### Au cinéma
- 1988 : Vlakari de Juraj Lihosit : Kajka
- 1991 : R.S.C. de Martin Valent : Beata
- 1993 : Nesmrtelna teta de Zdenek Zelenka : Princesse Pavlina
- 1994 : Green Ashes (Khakestar-e sabz) d'Ebrahim Hatamikia : Fatima
- 1996 : Eine Kleine Jazzmusik de Zuzana Zemanova : Zuzana
- 1997 : Le Prince de Hombourg de Marco Bellocchio : Princesse Natalia von Oranien
- 1998 : Ecco fatto de Gabriele Muccino : Margherita
- 1999 : La regina degli scacchi de Claudia Florio : Maria
- 1998 : Poor Liza de Slava Tsukerman : Liza
- 2000 : Mirka de Rachid Benhadj : Elena
- 2004 : Tartarughe sul dorso de Stefano Pasetto : Elle
- 2004 : La Spectatrice de Paolo Franchi : Valeria
- 2004 : Ovunque sei de Michele Placido : Emma
- 2004 : Il siero della vanità d’Alex Infascelli : Azzurra Rispoli
- 2005 : Cuore sacro de Ferzan Ozpetek : Irene
- 2005 : Fratelli di sangue de Davide Sordella : Lella
- 2006 : Libero de Kim Rossi Stuart : Stefani Benetti
- 2007 : Manuale d'amore 2 - Capitoli successivi de Giovanni Veronesi : Manuela
- 2008 : Made in Italy de Stéphane Giusti : Lilla
- 2008 : Il sangue dei vinti de Michele Soavi : Anna Spada / Costantina
- 2010 : Le ultime 56 ore de Claudio Fragasso : Sara Ferri
- 2010 : Ti presento un amico de Carlo Vanzina : Giulia Lombardi
- 2010 : La bellezza del somaro de Sergio Castellitto : Lory
- 2011 : Immaturi de Paolo Genovese : Luisa
- 2011 : Scialla! (Stai sereno) de Francesco Bruni : Tina
- 2012 : Immaturi- il viaggio de Paolo Genovese : Luisa
- 2012 : Les Équilibristes (Gli equilibristi) d’Ivano De Matteo : Elena
- 2013 : Closed Circuit de John Crowley : Piccola
- 2013 : Una piccola impresa meridionale de Rocco Papaleo : Magnolia
- 2013 : Il mondo fino in fondo d’Alessandro Lunardelli : Giulia
- 2014 : Nos enfants (I nostri ragazzi) d’Ivano De Matteo : Sofia
- 2014 : Les Âmes noires (Anime nere) de Francesco Munzi : Valeria
- 2017 : Lasciami per sempre de Simona Izzo : Viola
- 2017 : Cœurs purs (Cuori puri) de Roberto de Paolis : Marta
- 2017 : Après la guerre (Dopo la guerra) d'Annarita Zambrano : Anna
- 2017 : I'm - Infinita come lo spazio d'Anne Riitta Ciccone : Susanne
- 2017 : Diva! de Francesco Patierno : Valentina Cortese
- 2018 : Hotel Gagarin de Simone Spada : Valeria
- 2018 : Saremo giovani e bellissimi de Letizia Lamartire : Isabella
- 2018 : Tutte le mie notti de Letizia Lamartire : Veronica
- 2020 : La regola d'oro d'Alessandro Lunardelli : Monica
- 2021 : All Star - Ritorno al cinema de Vincenzo Alfieri (court métrage) : spectatrice
- 2022 : Brado de Kim Rossi Stuart : Stefania
- 2022 : Jailbird d'Andrea Magnani : la directrice Malin
- 2022 : Romantiche de Pilar Fogliati : Doctoresse Panizzi
- 2023 : Vers un avenir radieux (Il sol dell'avvenire) de Nanni Moretti : Vera / Barbora
- 2023 : Nata per te de Fabio Mollo : Livia Gianfelici
- 2024 : Lettres siciliennes de Fabio Grassadonia et Antonio Piazza : Lucia Rosso

### À la télévision
- 1986 : Polovacka na otca de Roman Polak (téléfilm) : Berta
- 1989 : Posledné hry de Cyril Valsik (téléfilm) : Cilka
- 1993 : Tanec lasky a smrti de Martin Kakos (téléfilm) : Milenka
- 1994 : Erotikon de Dusan Rapos, épisode 2 Blanche (mini-série) : Blanche
- 1995 : Dnes vecer hram ja (série télévisée)
- 1996 : Infiltrato de Claudio Sestrieri (téléfilm) : Monika
- 2000 : La Bible : Paul de Tarse (San Paolo) de Roger Young (téléfilm en deux parties) : Dinah
- 2000 : Padre Pio - Tra cielo e terra de Giulio Base (téléfilm) : Emilia
- 2001 : L'Impossible amour (In Love and War) de John Kent Harrison (téléfilm) : Wanda
- 2001 : Les Croisés (Crociati) de Dominique Othenin-Girard (téléfilm) : Rachel
- 2002 : La Guerre est terminée (La guerra è finita) de Lodovico Gasparini (téléfilm) : Giulia
- 2002 : Maria José, l'ultima regina de Carlo Lizzani (téléfilm) : Maria José di Savoia
- 2003 : La cittadella de Fabrizio Costa (mini-série) : Christine Barlow
- 2008 : Coco Chanel de Christian Duguay (téléfilm) : Coco Chanel jeune
- 2011 : Come un delfino de Stefano Reali (téléfilm) : Valeria
- 2012 : Mai per amore de Marco Pontecorvo (mini-série) : Helena
- 2013 : Commissaire Montalbano, saison 9, épisode 2 Jeu de miroirs (Il gioco degli specchi) d'Alberto Sironi (série télévisée) : Liliana Lombardi (voix)
- 2013 : In Treatment, saison 1 (série télévisée italienne) : Lea
- 2015-2016 : Baciato dal sole (série télévisée) : Diana Morigi
- 2016 : Il mio vicino del piano di sopra de Fabrizio Costa (téléfilm) : Claudia Pessini
- 2020 : Vite in fuga (série télévisée) : Agnese Serravalle
- 2022 : Les Rescapés de l'Arianna (Sopravvissuti) de Carmine Elia (série télévisée) : Giulia Morena
- 2022-2024 : Studio Battaglia (série télévisée) : Anna Battaglia Casorati
- 2022-2024 : Il re (série télévisée) : Gloria

## Distinctions
- David di Donatello de la meilleure actrice principale en 2005 pour Cuore sacro.
- Ciak d'oro de la meilleure actrice principale en 2005 pour Cuore sacro.
- Amilcar de la ville au Festival du film italien de Villerupt 2018[1].